# Колин Макалоу
Колин Маргарета Макалоу (енгл. Colleen Margaretta McCullough; Велингтон, 1. јун 1937 — 29. јануар 2015) била је аустралијскa књижевница, у Србији најпознатија по роману Птице умиру певајући, по коме је снимљена истоимена ТВ серија која је својевремено постала планетарни хит.
Колин Макалоу добитница је низ награда и признања. Била је талентована књижевница која се у својим романима фокусирала на различите жанрове.

## Младост и школовање
Колин Макалоу рођена је 1937. године у Велингтону, у централно-западном региону Новог Јужног Велса, у породици Џејмса и Лори Макалоу. Отац јој је био ирског порекла, а мајка новозеланђанка, делом маорског порекла. Током њеног детињства породица се често селила, да би се коначно настанила у Сиднеју. Колин је имала брата Карла, који се у 25. години утопио код обала Крита, покушавајући да спаси туристе у невољи. На основу његовог карактера касније је градила лик у роману Птице умиру певајући, а о њему је писала и у својој књизи мемоара Живот без досадних ситница (Life Without the Boring Bits).
Колин Макалоу је у младости била занинтересована подједнако и за друштвене и за природне науке. Завршила је у Сиднеју медицински факултет. До завршетка студија Колин је зарађивала за живот радећи као наставница, библиотекарка и новинарка. На првој години студија медицине констатовано је да пати од дерматитиса изазваног хируршким сапуном и саветовано јој је да се одрекне својих снова да постане лекар. Зато се пребацила на студије неурологије.

## Медицинска каријера
По завршетку студија радила је као неурофизиолог у Краљевској болници северне обале у Сиднеју. Године 1963. преселила се Велику Британију, где је четири године радила у лондонској болници Great Ormond Street Hospital. У Лондону је упознала начелника одељења за неурологију универзитета Јејл, који јој је понудио место научног сарадника. На Универзитету Јејл (Њу Хејвен, Конектикат) је остала од 1967. до 1976. године, бавећи се истраживачким радом. Истовремено је радила и као предавач на катедри за неурологију Медицинског факултета.

## Књижевни рад
Током боравка на Јејлу написала је своја прва књижевна дела. Роман Птице умиру певајући (1997), постала је међународни бестселер и једна од најпродаванијих књига у историји, са продатих више од 30 милиона примерака широм света. Према овом роману 1983. године снимљена је ТВ серија, која се сматра једним од најпопуларнијих телевизијских мини сериала свих времена. Успех ове књиге омогућио јој је да одустане од научне каријере и да покуша да живи као фриленсер. Крајем 70-их, преселила се на аустралијско Острво Норфок у Јужном Пацифику, где је упознала свог будућег мужа Рика Робинсона са којим се венчала априла 1984. године.
Поред самосталних романа Колин Макалоу написала је и серију историјских романа о Старом Риму, као и пет криминалистичко-детективских романа са главним ликом полицијским детективом Кармином Делмоником Осим прозом, бавила се и писањем текстова за позоришне мјузикле.

### Контроверзе
Роман Independence of Miss Mary Bennet (Независност госпођице Мери Бенет), који је Колин Макалоу написала 2008. године, изазвао је контрoверзне расправе о томе да ли је у овом делу заправо копирала ликове из романа Гордост и предрасуда,  енглеске књижевнице Џејн Остин.

### Романи Колин Макалоу у Србији
Први романи Колин Макалоу у Србији (и Југославији) су се појавили 80-их година 20. века, у издању издавачке куће „Знање” из Загреба, а 90-их и у издању домаћих издавача, на српском језику (са погрешно транскрибованим именом ауторке).

## Смрт
Колин Макалоу преминула је 29. јануара 2015. године, у 77 години живота, услед престанка рада бубрега, после низа мањих срчаних удара. На крају живота вид јој је ослабио због хеморагијске дегенерације макуле, али је упркос томе наставила да пише књиге, диктирајући их сарадницима. Патила је и од остеопорозе, неуралгије, дијабетеса и рака грлића материце. Била је везана за инвалидска колица. Сахрањена је на Oстрву Норфолк, на гробљу Залив Емили (Emily Bay).

## Почасти
Године 1984. години, портрет Колин Макалоу, који је насликао Весли Волтерс, био је финалиста на такмичењу за награду Арчибалд. Награда се додељује за "најбољи портрет мушкарца или жене који су се истакли у уметности, књижевности, науци или политици". Дубина историјских истраживања у серијалу романа о Старом Риму донела јој је 1993. године титулу доктора филологије на Универзитету Меквори у Сиднеју.
Године 1996. Аустралијски национални фонд прогласио ју је живим националним благом, а 12. јуна 2006. одликована је Орденом Аустралије за "служење уметности као аутора и служење друштву у улози подршке националних и међународних образовних програма, медицинско-научних дисциплина и добротворних организација".

### Самостални романи
- Tim (1974) - у Србији се први пут појавио у хрватском преводу, под насловом Тим 1985[24]
- The Thorn Birds (1977) - у Србији се први пут појавио у хрватском преводу, под насловом Птице умиру пјевајући 1984[25] Године 2018, у издању издавачке куће Лагуна објављен је на српском језику, под насловом Трн у грудима[26]
- An Indecent Obsession (1981) - у Србији се први пут појавио у хрватском преводу, под насловом Друго име за љубав 1983[16]
- A Creed for the Third Millennium (1985) - у Србији се први пут појавио у хрватском преводу, под насловом Вјера за трећи милениј 1987[27]
- The Ladies of Missalonghi (1987)
- The Song of Troy (1998)[28] - објављен на српском језику 2005, под насловом Песме о Троји[29]
- Morgan's_Run (2000)
- The Touch (2003) - објављен на српском језику 2009, под насловом Додир[30]
- Angel (2005)
- The Independence of Miss Mary Bennet (2008)
- Bittersweet (2014)[2]

### Серијал историјских романа о Старом Риму
- The First Man in Rome (1990) - Објављен у Србији 2003. године као трилогија Први човек Рима: Пут части,[31] Пут победе[32] и Пут славе[33]
- The Grass Crown (1991) - Објављен у Србији 2006. године као трилогија Венац од траве: Лав са Истока,[34] Смарагдна лупа[35] и Аурелијине сузе[36]
- Fortune's Favourites (1993) - Објављен у Србији 2007. године као трилогија Фортунини миљеници: Представа за господара,[37] Некрунисани краљ[38] и Моћни ратници[39]
- Caesar's Women (1995) - Објављен у Србији 2009. године као трилогија Цезарове жене: Љубавница хладног срца,[40] Једина љубав[41] и Бисер за Харпију[42]
- Caesar (1997) - Објављен у Србији 2011. године у две књиге Цезар: Краљ Галије[43] и Владар света[44]
- The October Horse (2002) - Објављен у Србији 2014. године у две књиге Октобарски коњи - приповест о Цезару и Клеопатри: Част и дужност[45] и Пад Титана[46]
- Antony and Cleopatra (2007) - Објављен у Србији 2015. године у две књиге Антоније и Клеопатра: Бисери боје месечине[47] и Краљица звери[48]

### Серијал детективско-криминалистичких романа
Колин Макалоу објавила је и пет криминалистичко-детективских романа у серијалу Кармин Делмонико. Ови романи још увек нису објављени на српском језику.
- On, Off (2006)
- Too Many Murders (December 2009)
- Naked Cruelty (2010)
- The Prodigal Son (2012)
- Sins of the Flesh (2013)[2]

### Биографиски рад
- The Courage and the Will: The Life of Roden Cutler VC (1999; Храброст и воља: биографија Родена Кутлера)[50]

### Мемоари
- Life Without the Boring Bits (2011; Живот без досадних ситница)[51]

## Екранизације
- Тим — филм из 1979, са Мелом Гибсоном и Пајпер Лори у главним улогама
- Птице умиру певајући — мини ТВ серија из 1983. године, са Ричардом Чемберленом и Барбаром Стенвик у главним улогама
- Непристојна опсесија — филм из 1985. године, са аустралијским глумцем Геријем Свитом у главној улози
- Птице умиру певајући: Нестале године — ТВ серија из 1996. године, са Ричардом Чемберленом у главној улози. У овом серијалу обухваћен је период од 14 година, који је описан у роману, али који је изостављен у првом серијалу.